# Le Duo de la mort
Pour plus de détails, voir Fiche technique et Distribution.
Le Duo de la mort (Femina ridens) est un giallo italien réalisé par Piero Schivazappa,, sorti en 1969.

## Synopsis
Le docteur Sayer, à la tête d'une grande société philanthropique, se voit demander des renseignements par une jeune journaliste nommée Mary. Il invite celle-ci à son appartement et elle ne tarde pas à découvrir les penchants atypiques de l'homme. S'installe alors un jeu sexuel dangereux et teinté de violence, qui ne tarde pas à se renverser au profit de la femme...

## Fiche technique
Sauf indication contraire, les informations mentionnées dans cette section peuvent être confirmées par la base de données cinématographiques IMDb,  présente dans la section « Liens externes ».
- Titre français : Le Duo de la mort ou La Femme qui rit ou  Jeu d'amour, jeu de mort[4]
- Titre original : Femina ridens ou Gioco d'amore, gioco di morte[5]
- Réalisation : Piero Schivazappa
- Scénario : Piero Schivazappa
- Photographie : Sante Achilli
- Montage : Carlo Reali
- Effets spéciaux : Carlo Rambaldi
- Musique : Stelvio Cipriani
- Décors : Francesco Cuppini
- Costumes : Enrico Sabbatini (it)
- Trucages : Francesco Freda
- Production : Giuseppe Zaccariello
- Société de production : Cemo Film
- Pays de production :  Italie
- Langue originale : italien
- Format : Couleurs par Eastmancolor - 1,85:1 - Son mono - 35 mm
- Genre : Giallo
- Durée : 88 minutes (1 h 28[5])
- Date de sortie :
  - Italie : 4 décembre 1969

## Distribution
- Philippe Leroy : docteur Sayer
- Dagmar Lassander : Mary
- Lorenza Guerrieri : Gida
- Varo Soleri : administrateur
- Maria Cumani Quasimodo : secrétaire de Sayer
- Mirella Pamphili : prostituée

## Bande originale
La bande originale du film a été composée par le musicien Stelvio Cipriani et publiée en 1969.

### Liste des pistes
Face A
- Week-end with Mary
- Love Symbol
- Hot Skin
- Chorus and Brass "Fugato"
- Rendez-vous in the Castle
- Sophisticated Shake

Face B
- "Femina Ridens" song
- Mary's Theme
- The Shower
- The Run in the Alley
- Fight of Love

## Autour du film
- Une reproduction de la statue Hon/Elle de Niki de Saint Phalle, Jean Tinguely et Per Olof Ultvedt joue un rôle symbolique important dans la scène finale[6].
- Le Duo de la mort est présent dans la liste des 1000 films préférés du cinéaste Edgar Wright[7].